# Kościół św. Jadwigi w Opawie
Kościół św. Jadwigi w Opawie – rzymskokatolicki kościół filialny parafii Wszystkich Świętych mieszczący się w Opawie w diecezji legnickiej.

## Historia
Kościół filialny św. Jadwigi został wzniesiony w 1687 r., rozbudowany w latach 1794−1795. Świątynia była restaurowana w latach 1909−1910. W kościele kilkakrotnie przeprowadzano remonty dachu, wieży i elewacji, ostatni raz w 1976 r.

## Architektura

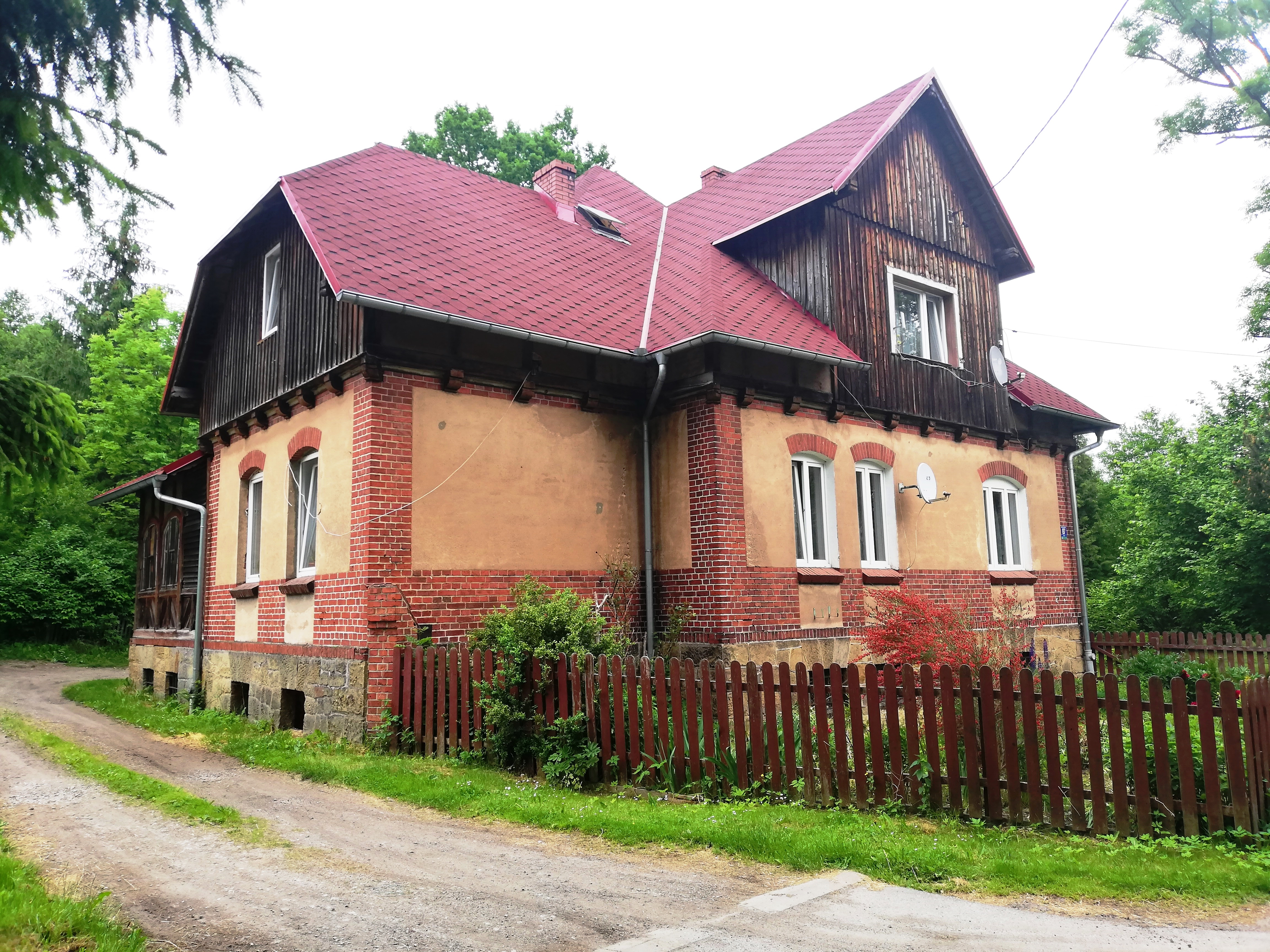
budynek dawnej plebanii w Opawie

Kościół to budowla barokowa, jednonawowa, murowany, przykryta blachą, z wieżą nakrytą baniastym hełmem i z sygnaturką na dachu. Wewnątrz znajduje się barokowe wyposażenie: ołtarze, ambona, organy, kamienna chrzcielnica, drewniane rzeźby i olejny obraz. W murze otaczającym kościół umieszczone są 3 płyty nagrobkowe z XVII i XVIII wieku.

## Kalendarium
- 7 października 2017 r. o godz. 14.00 − odbyła się modlitwa różańcowa na przejściu granicznym w Opawie (w ramach ogólnopolskiej inicjatywy „Różaniec do Granic”), która zgromadziła około 200 pielgrzymów z Wrocławia, Milicza, Łodzi, Legnicy, Gostynia, Kamiennej Góry i Opawy[4].